# Bacotoma ampliatalis
Bacotoma ampliatalis is een vlinder uit de familie van de grasmotten (Crambidae), uit de onderfamilie van de Spilomelinae. De wetenschappelijke naam van deze soort is voor het eerst voorgesteld als Platamonia ampliatalis door Julius Lederer in een publicatie uit 1863.
De soort komt voor in Indonesië (Ambon).